# Marc Ereshefsky
Marc Ereshefsky és un professor de filosofia a la Universitat de Calgary, especialitzat en la filosofia de la ciència i la filosofia de la biologia. La seva recerca se centra en la intersecció de la filosofia i la biologia. Ereshefsky es coneix en concret per la seva feina en taxonomia, sistemàtica i classes naturals. La seva recerca ha estat recolzada pel Consell d'Investigació d'Humanitats del Canadà, el Canadian Institute of Health Research i la National Science Foundation.

## Publicacions
Llibres
- The Unit's of Evolution: Essays on the Nature of Species, edited with introductory essays for Bradford Books / MIT Press 1992 ISBN 978-0262050449
- The Poverty of the Linnaean Hierarchy: A Philosophical Study of Biological Taxonomy. Cambridge University Press 2001, 2007. ISBN 978-0521781701